# 邱冠明
邱冠明（1969年—），臺灣省屏東縣內埔鄉客家人，心臟血管外科醫師和臺灣胸腔及心臟血管外科學會理事。2021年7月就任亞東紀念醫院院長。

## 生平
邱冠明出身內埔鄉「河南堂」書香世家，祖上為清同治年間貢元，父母均為在地客家人。邱自幼跟隨任職警察的父親遷徙調動，相繼居住過屏東、苗栗和高雄等地，小學期間曾五度轉學，直到國中才定居於高雄就讀。自臺大醫學系畢業後，取得臺大醫學博士學位。1992年，公費申請至哈佛醫學院心臟科及血管外科見習2個月。2000年自臺大醫院轉任亞東紀念醫院執業。2003年始前往世界各地示範微創內視鏡心臟手術。2011年5月，三度前往北韓示範心臟手術，同年升任醫療副院長，成為全臺最年輕的醫學中心副院長。 2021年7月29日，接替林芳郁擔任亞東紀念醫院院長。

## 外部連結
- 遠見雜誌－邱冠明合作專欄 （页面存档备份，存于）
- 遠見華人精英論壇－邱冠明專文 （页面存档备份，存于）
- 新北好客人－醫師篇：健康的守護者 （页面存档备份，存于）